# Magro (cantante)

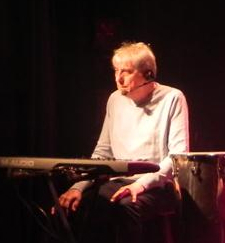
Magro en 2011, durante el espectáculo de MPB4 en Curitiba.

Antônio José Waghabi Filho, más conocido como Magro (Itaocara, 14 de noviembre de 1943 - Sao Paulo, 8 de agosto de 2012) fue un cantante brasileño, vocalista y arreglista musical del grupo MPB-4, que pretenecía desde su formación.

## Biografía
La fascinación por la música desde la infancia ha hecho que Magro tenga contacto con diversos instrumentos como piano, guitarra, tambor y clarinete. Participó en la Sociedad de Patápio Silva, flautista famosa de Brasil, también natural de Itaocara.
Desde la década de 1960, todavía en la universidad, Magro y Miltinho  participaron en una banda de música, cuyos ritmos fueron la bossa nova y samba. Además, se reunió con Aquiles y Ruy en el Centro de Cultura Popular, en Niterói, Río de Janeiro. En 1965, los dos salieron del tercer año de la escuela de ingeniería y se fueron a profesionalizarse como músicos. Del mismo modo, Ruy dejó su trabajo y Aquiles los estudios. Este hecho consolidó la formación de MPB-4.
El lanzamiento al mercado de los primeros discos tenía la dirección musical del conductor Lindolfo Gaya, que pasó varias enseñanzas acerca de los arreglos musicales y vocales. Más tarde, Magro asume los arreglos de las canciones producidas en el siguiente disco. Se observa que el grupo desarrolla sofisticadas técnicas vocales, sobre todo en el posicionamiento de las voces en algunas canciones como "Chão, Pó, Poeira" (Canto dos Homens, 1976), en la que los cuatro cantan en el orden inverso de las posiciones de cada vocal.
En 2012, Magro fue admitido para el tratamiento de cáncer de próstata en el hospital Santa Catarina de Sao Paulo, donde murió el 8 de agosto.